# Антоцерос полевой
Антоцерос полевой (лат. Anthoceros agrestis) — вид антоцеротовидных растений семейства Антоцеротовые (Anthocerotaceae).

## Описание
Слоевище округлое с розетковидными и лопастно-рассечёнными выростами диаметром от 0,3 до 3 (реже до 7) см. Внутри имеются полости видимые как тёмные точки. Длина спорогония от 0,5 до 8 см. Антеридии и архегонии развиваются на одном растении.

## Распространение и среда обитания
Вид распространен в Центральной и Южной Европе, Северной Африке и Северной Америке. В Европе основной ареал ограничен умеренным поясе. В соответствии со своим названием, «полевой мох» в основном встречается на сельскохозяйственных землях, особенно на стерневых полях. Основными местами обитания являются поля со стерней зерновых, но вид также можно встретить на лугах, полях и на дне прудов. Предпочитает влажную, суглинистую или глинистую, нейтральную или слабокислую, слабоизвестковую почву. Экологическое поведение может быть охарактеризовано в соответствии с показателями Элленберга следующим образом: L 9, T 5, K 5, F 7 и R 4.
Пионерный вид, который может быстро колонизировать открытые участки почвы. Согласно классификации типов экологической стратегии мхов Дюринга, это однолетний кочующий вид, который появляется на короткое время после возмущений и выживает в неблагоприятные периоды, откладывая крупные споры (диаметр > 20 мкм) в банке диаспор в почве.

## Охранный статус
В Германии вид классифицируется как умеренно распространённый. Из-за сокращения подходящих мест обитания, особенно стерневых полей в сельском хозяйстве, Anthoceros agrestis классифицируется как вид из списка предостережения (категория V) в Красной книге растений Германии.